# Tom Chick
Tom W. Chick (14 de agosto de 1966) é um ator e jornalista independente estadunidense. Seus papéis mais proeminentes na televisão foram como o namorado de Oscar, Gil, em The Office e o repórter Gordon em The West Wing.

## Infância e educação
Chick estudou na Harvard Divinity School e recebeu um mestrado em Estudos Teológicos com foco no Antigo Testamento.

## Carreira
Decidindo não seguir na sua área, ele mais tarde se mudou para Hollywood, Califórnia, onde seguiu carreira escrevendo sobre videogames e ocasionalmente atuando em papéis na televisão. Também é cofundador e administrador de uma página para discussão sobre jogos, intitulada Quarter to Three.
Chick é uma jornalista independente. Como colunista freelance, ele escreveu para vários portais, incluindo Firing Squad, Yahoo Games, GameSpy, GameSpot, Xtreme Gamer, 1Up e entre outros. Seus artigos também apareceram em revistas e ele foi listado como "um dos raros praticantes estadunidenses da área" em um artigo sobre jornalistas de jogos no The New York Times.

## Vida pessoal
No final de setembro de 2014, Chick revelou em um podcast que ele tinha câncer hipofaríngeo em estágio quatro e estava prestes a começar quimioterapia.